# اطلاعات گارد ساحلی
اطلاعات گارد ساحلی (انگلیسی: Coast Guard Intelligence) شاخه اطلاعات نظامی گارد ساحلی ایالات متحده آمریکا و بخشی از سرویس امنیت مرکزی وزارت دفاع ایالات متحده آمریکا است.
گارد ساحلی ایالات متحده یک سرویس نظامی، چند مأموریتی، دریایی و یونیفرم‌پوش وزارت امنیت داخلی ایالات متحده آمریکا و یکی از شش سرویس مسلح ایالات متحده است. نقش‌های اصلی آن محافظت از مردم، محیط زیست و منافع اقتصادی و امنیتی ایالات متحده در هر منطقه دریایی است که این منافع ممکن است در معرض خطر باشند، از جمله آب‌های بین‌المللی و سواحل، بنادر و آبراه‌های داخلی ایالات متحده. گارد ساحلی به دلیل ترکیب متمایز قابلیت‌های نظامی، بشردوستانه و غیرنظامی اجرای قانون، مزایای منحصر به فردی را برای ملت فراهم می‌کند. برای کمک به انجام ماموریت‌های متنوع گارد ساحلی، رهبران ارشد و فرماندهان عملیاتی به اطلاعات گارد ساحلی متکی هستند.
اطلاعات گارد ساحلی در سال ۱۹۱۵ با انتصاب یک «افسر ارشد اطلاعات» در ستاد مرکزی به وجود آمد. ماده ۳۰۴ در اولین مجموعه مقررات گارد ساحلی، ایجاد یک افسر ارشد اطلاعات را که قرار بود به دفتر معاون فرمانده متصل شود، پیش‌بینی کرده بود. وظایف افسر ارشد اطلاعات در ماده ۶۱۴ همان مقررات تصریح شده است: «امنیت اطلاعاتی که برای گارد ساحلی در انجام وظایفش ضروری است؛ برای انتشار این اطلاعات به افسران مسئول، واحدهای عملیاتی گارد ساحلی، وزارت خزانه‌داری و سایر آژانس‌های همکار و نگهداری پرونده‌ها و سوابق کافی از فعالیت‌های اجرای قانون.»
این دفتر تا زمان تصویب قانون ممنوعیت، زمانی که اطلاعات گارد ساحلی به کادری متشکل از ۴۵ بازپرس افزایش یافت، نسبتاً ناشناخته بود. اطلاعات گارد ساحلی در طول اجرای قانون ممنوعیت بسیار موفق بود و یک بخش اطلاعات در ستاد در سال ۱۹۳۰ تأسیس شد و پس از آن دفاتر اطلاعات منطقه‌ای در سال ۱۹۳۳ تأسیس شدند.
در طول جنگ جهانی دوم، اطلاعات گارد ساحلی با اطلاعات و ضداطلاعات داخلی و محلی سروکار داشت. این اداره مسئول انجام تمام تحقیقات لازم در مورد پرسنل گارد ساحلی و تمام متقاضیان موقعیت‌های شغلی در آن و همچنین تحقیقات در مورد متقاضیان اسناد دریایی تجاری بود. علاوه بر این، اطلاعات گارد ساحلی مسئول انجام تحقیقات در رابطه با وظایف نظارتی گارد ساحلی، به جز مقررات بازرسی دریایی بود.
برنامه مدرن اطلاعات گارد ساحلی، روابط و همکاری‌های گسترده‌ای را با سایر عناصر جامعه اطلاعاتی ایجاد کرده است تا پشتیبانی به‌موقع و متناسب را در طیف وسیعی از مأموریت‌های گارد ساحلی و ملی ارائه دهد. این مأموریت‌ها شامل امنیت بندر، جستجو و نجات، ایمنی دریایی، مبارزه با مواد مخدر، ممنوعیت مهاجرت بیگانگان و حفاظت از منابع زنده دریایی است. سرویس ضد اطلاعات گارد ساحلی زیرمجموعه اطلاعات گارد ساحلی قرار دارد و از گارد ساحلی در برابر عوامل خارجی که ممکن است سعی در نفوذ به صفوف آنها یا به خطر انداختن عملیات آنها داشته باشند، محافظت می‌کند. این وظایف شامل جمع‌آوری و تجزیه و تحلیل اطلاعات است.